# Scuticaria kautskyi
Scuticaria kautskyi é uma espécie de orquídea epífita de crescimento cespitoso endêmica do estado do Espírito Santo, no Brasil, onde habita florestas umbrófilas. Trata-se de espécie bastante rara. Como todas as espécies deste gênero, não é planta de fácil cultivo, não sendo indicada para orquidófilos iniciantes.
Apresentas longas folhas pendentes roliças que brotam de pseudobulbos quase imperceptíveis; poucas flores comparativamente grandes vistosas e coloridas, com labelo contrastante. Pode ser diferenciada das outras espécies do gênero com flores de sépalas e pétalas comparativamente largas de cor laranja acastanhada levemente maculadas de amarelo perto da base e com labelo de lobo intermediário branco bem explanado mas alongado e estreito.